# Бургаско језеро
Бургаско језеро (буг. Бургаско езеро) или Језеро Ваја (езеро Вая, ezero Vaya), налази се у близини Црног мора западно од Бургаса, највеће је природно језеро у Бугарској, са површином од 27,60 km², дугачко је 9.6 км а има ширину од 2.5 до 5 км. Највећа дубина језера износи 34 метара.
Вода у језеру садржи релативно мало соли (у распону од 4 до 11‰). Бургаско језеро је насељено различитим животињским врстама, укључујући 23 врста риба, 60 врста бескичмењака и 254 врста птица (од којих су 61 врста угрожених у Бугарској а 9 врста у свету).
Језеро је било веома важан извор рибљег фонда у прошлости, али данас је изгубило велики део свог економског значаја након изградње петрохемијских постројења у близини језера, али представља станиште све већем броју врста и смањеној контаминацији у задњих неколико година.